# Melitaea parthenie
Melitaea parthenie är en fjärilsart som beskrevs av Johann Andreas Benignus Bergsträsser 1780. Melitaea parthenie ingår i släktet Melitaea och familjen praktfjärilar. Inga underarter finns listade i Catalogue of Life.

## Bildgalleri

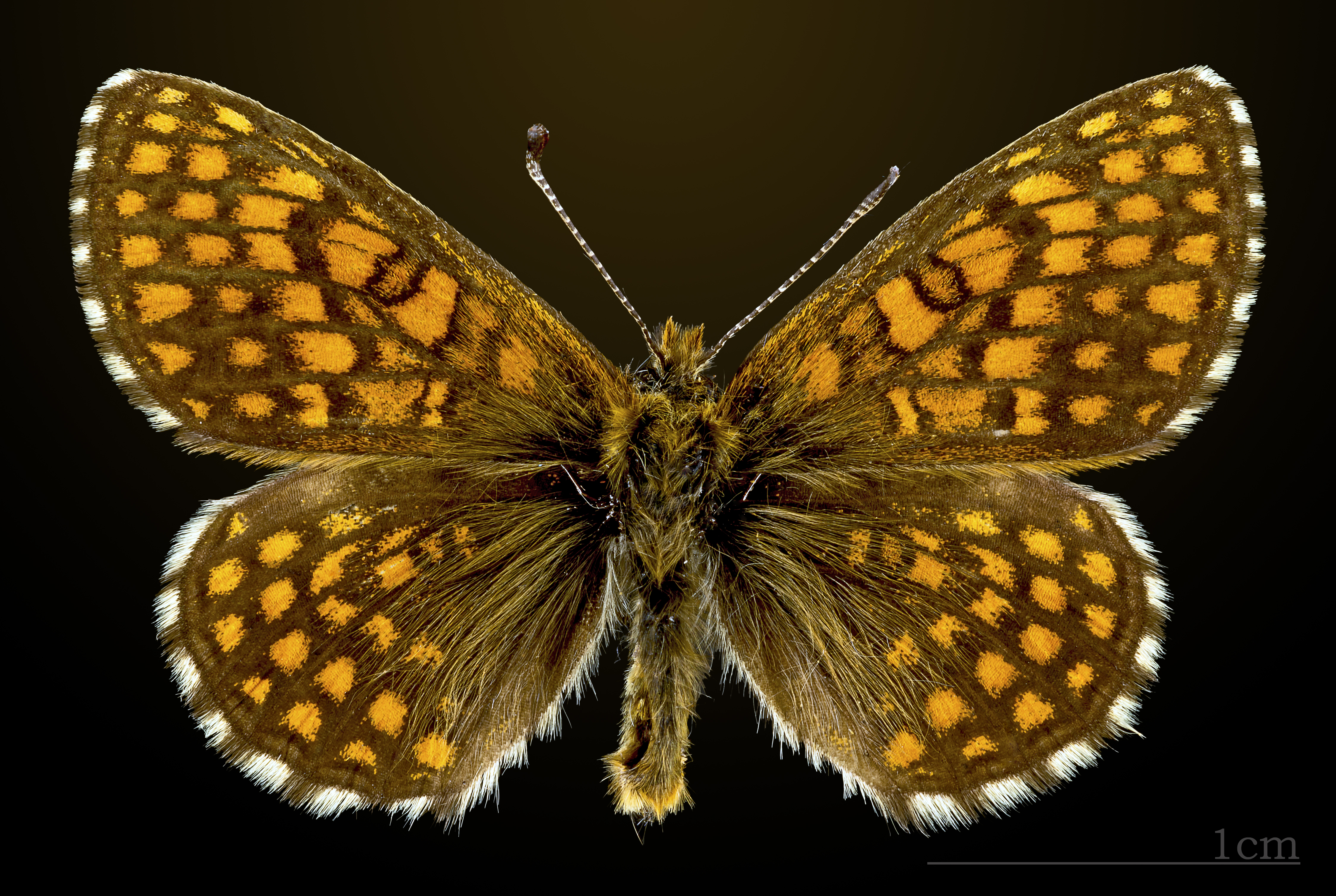
Melitaea aurelia ♂
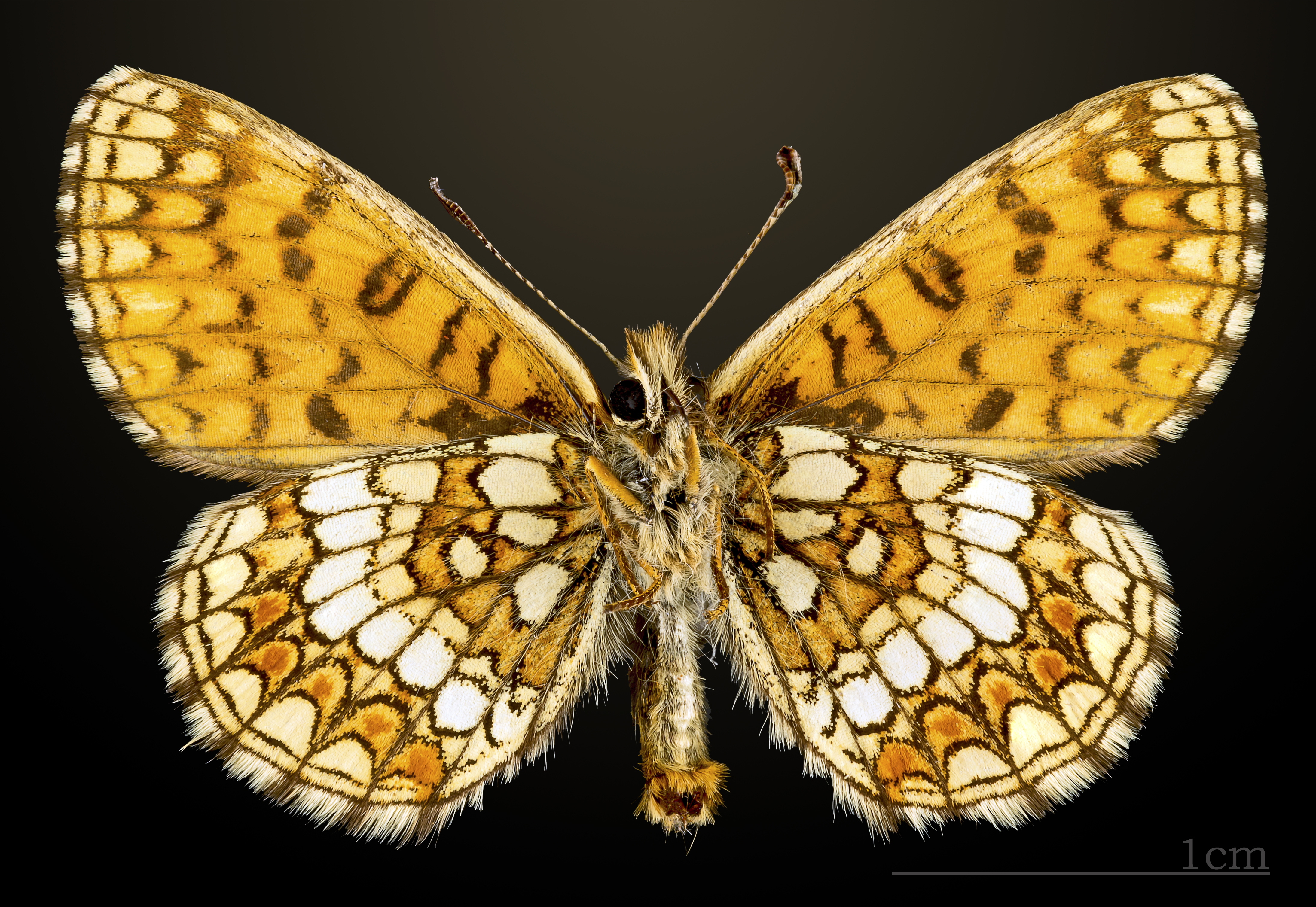
Melitaea aurelia ♂△